# Oblako-raj
Oblako-raj (russisk: Облако-рай) er en sovjetisk spillefilm fra 1990 af Nikolaj Nikolajevitj Dostal.

## Medvirkende
- Andrej Zjigalov - Kolja
- Sergej Batalov - Fedja
- Irina Rozanova - Valja
- Alla Kljuka - Natalja
- Anna Ovsjannikova - Tatjana Ivanovna